# Zsédeny
Zsédeny là một thị trấn thuộc hạt Vas, Hungary. Thị trấn này có diện tích 6,43 km², dân số năm 2010 là 201 người, mật độ 31 người/km².